# Stanka
Stanka je žensko osebno ime.

## Izvor imena
Ime Stanka je različica imena Stanislava.

## Pogostost imena
Po podatkih Statističnega urada Republike Slovenije je bilo na dan 31. decembra 2007 v Sloveniji število ženskih oseb z imenom Stanka: 1.240. Med vsemi ženskimi imeni pa je ime Stanka po pogostosti uporabe uvrščeno na 170. mesto.

## Osebni praznik
V koledarju je ime Stanka zapisano skupaj z imenom Stanislav.